# Castello di Valsinni
Il castello di Valsinni, in provincia di Matera, dove visse la poetessa petrarchista Isabella di Morra, fu edificato presumibilmente su una preesistente fortificazione longobarda, nei primi anni dopo il 1000.

## Storia
Nel suo libro Isabella  Morra e Diego Sandoval de Castro lo storico Benedetto Croce cita le origini del maniero facendole risalire ad un castrum romano posto a difesa dell'ultima chiusa sul fiume Sinni, che da quel punto in poi si apre verso il Mar Ionio. Il castello deve il suo valore storico e la sua notorietà alla poetessa che vi nacque intorno al 1520 e vi fu uccisa dai fratelli a circa 26 anni d'età quando scoprirono una sua presunta relazione con Diego Sandoval de Castro, barone di Bollita. Il castello con il feudo di Favale (l'odierna Valsinni) era pervenuto agli inizi del XVI secolo alla famiglia Morra tramite la nobildonna Menocca Vivacqua e la possedette, con alterne vicende, per circa 140 anni, fino al 1638. Dal 1921 il castello è di proprietà della famiglia Rinaldi.

## La storia di Isabella di Morra e il Parco letterario
Il castello, dimora della famiglia Morra durante le Guerre d'Italia nel XVI secolo, fu teatro della tragica vicenda di Isabella di Morra. La poetessa, figlia di Giovan Michele Morra e Luisa Brancaccio, visse in solitudine durante l'esilio del padre alla corte di Francesco I, dedicandosi alla letteratura e intraprendendo una corrispondenza con Diego Sandoval de Castro, barone di Bollita. La natura del loro rapporto rimane incerta, ma la scoperta della corrispondenza portò all'assassinio di Isabella e Diego per mano dei fratelli di lei, che successivamente fuggirono in Francia. La storia di Isabella di Morra, riscoperta nel XX secolo da Benedetto Croce attraverso il suo canzoniere, ha ispirato la creazione del "Parco letterario di Isabella Morra" nel 1993, un percorso che si snoda attorno al castello e nel borgo di Valsinni. Nonostante le ricerche, il corpo della poetessa non è mai stato ritrovato, ma la sua memoria è preservata attraverso il parco e i suoi scritti.